# مغا
مغا (بالروسية: Мга) بلدة من النمط المدني تقع في مقاطعة كيروفسكي بلينينغراد أوبلاست الروسية، بلغ تعداد سكانها 10,212 نسمة وفقا للإحصاء الروسي لعام 2010 بزيادة قدرها 599 نسمة عن الإحصاء الأخير لعام 2002 والذي قُدّر به تعداد السكان في ذلك الوقت 9,613 نسمة.

## التسمية
هناك رأيان هما الأكثر انتشارا حول تسمية المنطقة بهذا الاسم؛ الأول أنها تستمد اسمها من اسم النهر المطلّة عليه والذي يحمل نفسم الاسم، نهر مغا، ويُعتقد أن الاسم نفسه مأخوذ عن اللغة الفينية الأوغرية، في حين يُرجّح الرأي الأخر ارتباط اسم المنطقة بالأحرف الأولى من اسم ملاك تلك الأراضي خلال القرن التاسع عشر وهي السيدة ماريا غريغوريفا أبراسكينا (بالروسية: Мария Григорьевна Апраксина) أحد أفراد عائلة أبراسكين والتي تُنسب لهم ساحة أبراسكين (بالروسية: Апраксин Двор) لبناء السُفن والواقعة في سانت بطرسبرغ، وإن كان هذا الرأي أضعف سندا من سابقه.

## المواصلات
ترتبط مغا بسانت بطرسبرغ عن طريق خط للسكك الحديدية والذي ينطلق من محتطي موسكوفسكي ولادوجسكي متجهين شرقا مرورا بمغا، كما يعمل نفس الخط على خدمة العديد من المستوطنات في المنطقة نفسها، وتُستخدم السكك الحديدية للوصول للبيوت الصيفية المنتشرة في المنطقة، الداشات (بالروسية: Да́ча) والتي يمتلكها العديد من سكان سانت بطرسبرغ ويتعمدون الذهاب إليها خلال فصل الصيف.

## التاريخ
كانت مغا نقطة اتصال هامة أثناء الحرب العالمية الثانية، وباستيلاء القوات الألمانية عليها أثناء غزو الاتحاد السوفيتي في 30 أغسطس 1941 تمكن الألمان من قطع الاتصال بين لينينغراد وباقي أجزاء الاتحاد السوفيتي، وفيما بعد كانت إحدى النقط التي نجح من خلالها الجيش الأحمر كسر حصار لينينغراد فيما عُرف باسم هجوم مغا (بالروسية: Мгинская наступательная операция) في 22 يونيو 1943، وهي منطقة غابات كثيفة كانت مسرحا للقتال طوال سنوات الحرب استخدمها البارتيزان لشن هجمات مكثفة أثناء الحصار الألماني ومن ثم عادة ما يتم العثور على العديد من مخلفات الحرب كالخوذات والأعيرة النارية وأجزاء من الأسلحة والقذائف سواء المستخدمة من جانب قوات الحلفاء أو قوات المحور في تلك الغابات.

## معرض الصور

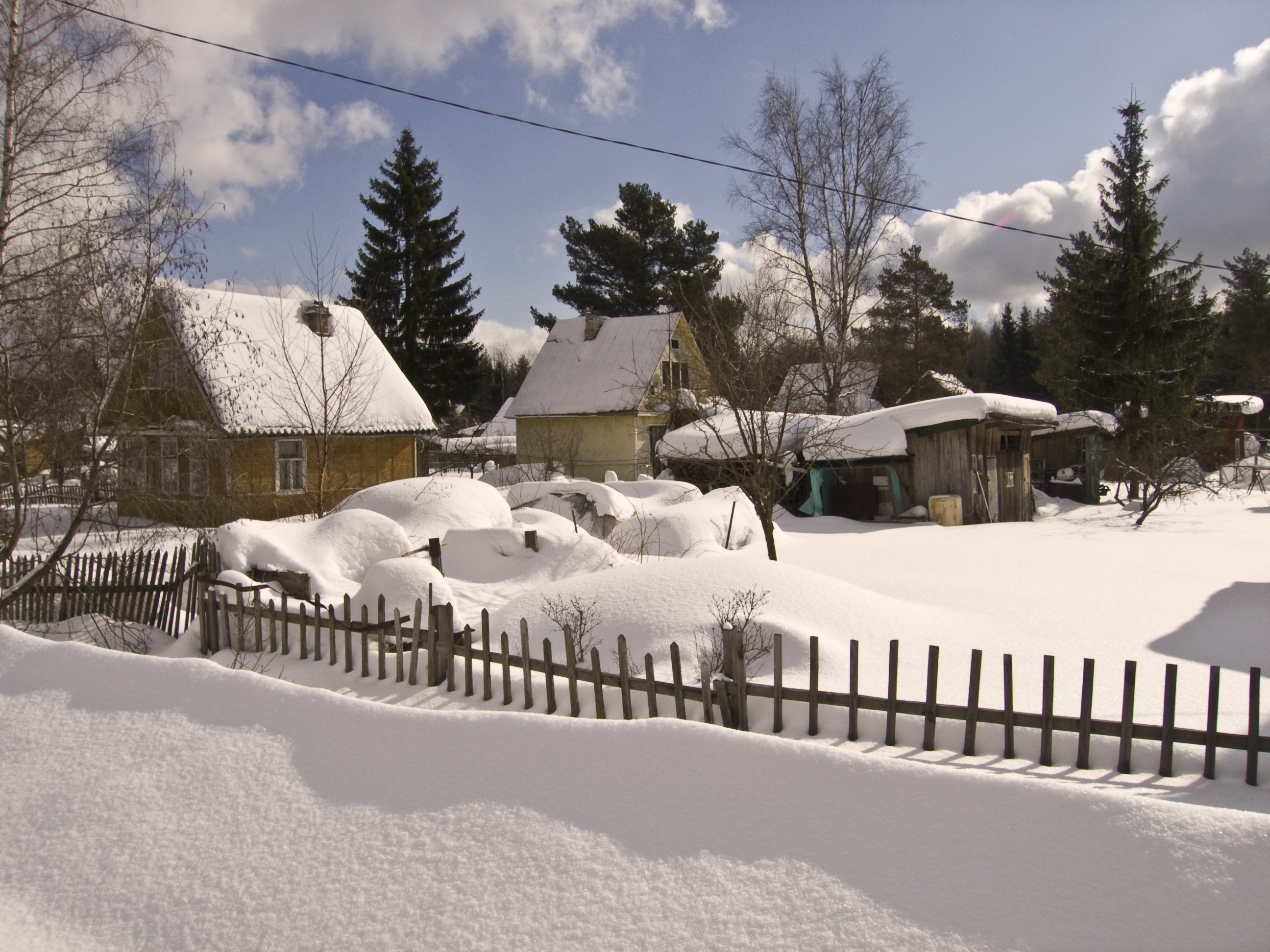
الشتاء في مغا

## وصلات خارجية
- (بالروسية) Официальный сайт Мгинского городского поселения
- (بالروسية) Расписание электропоездов, следующих через станцию Мга

## مطبوعات
- Мга — 100 лет: 1901—2001: Проспект. Кировск, 2001.
- Мга (Кировский район) - من الموسوعة السوفيتية العظمى.